# Serra dos Carajás
Serra dos Carajás är ett högland i Brasilien.   Det ligger i delstaten Pará, i den centrala delen av landet, 1 100 km norr om huvudstaden Brasília.
I omgivningarna runt Serra dos Carajás växer i huvudsak städsegrön lövskog. Runt Serra dos Carajás är det glesbefolkat, med 12 invånare per kvadratkilometer.